# Christuskirche (Watzenborn-Steinberg)

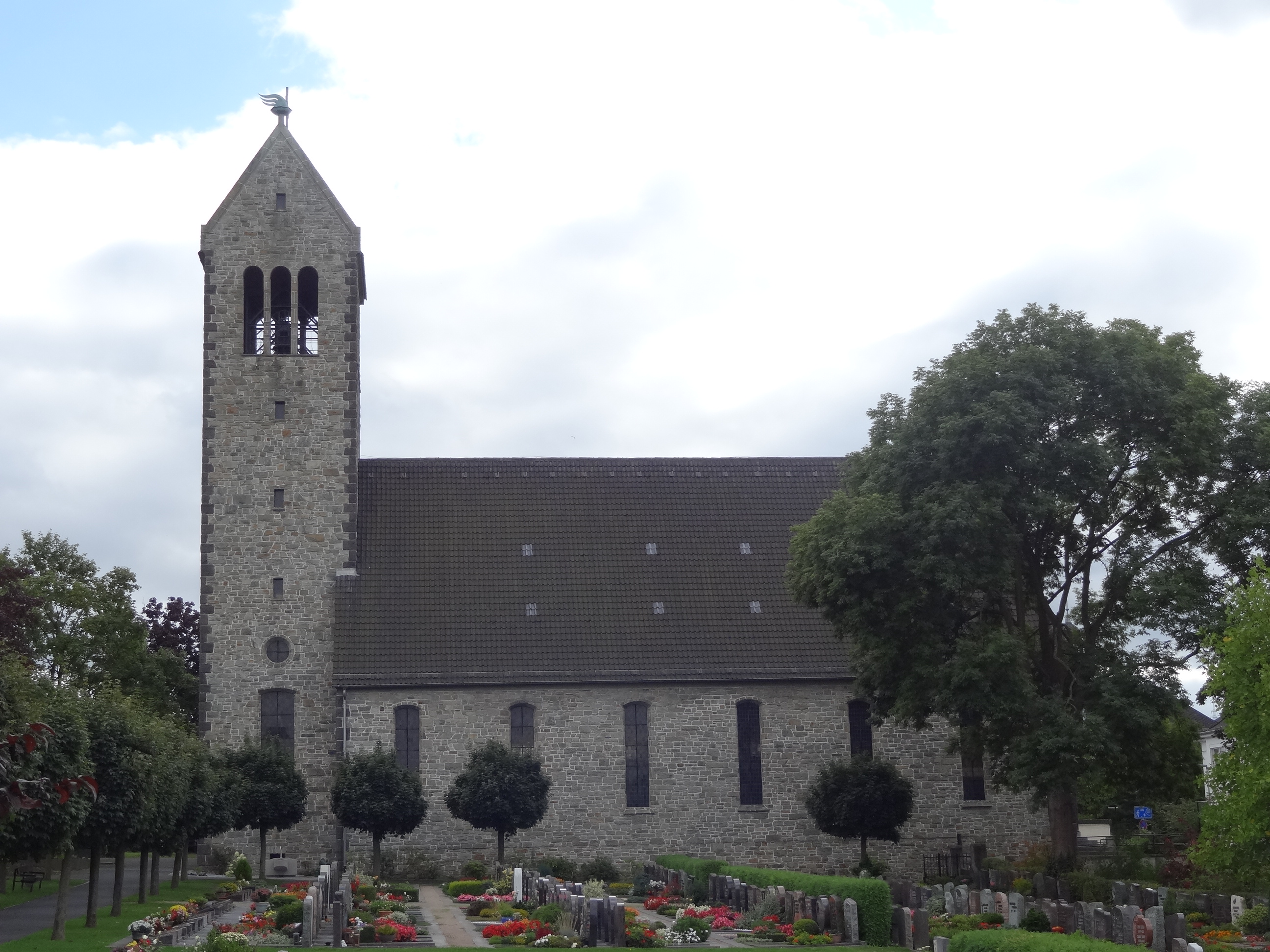
Kirche von Norden

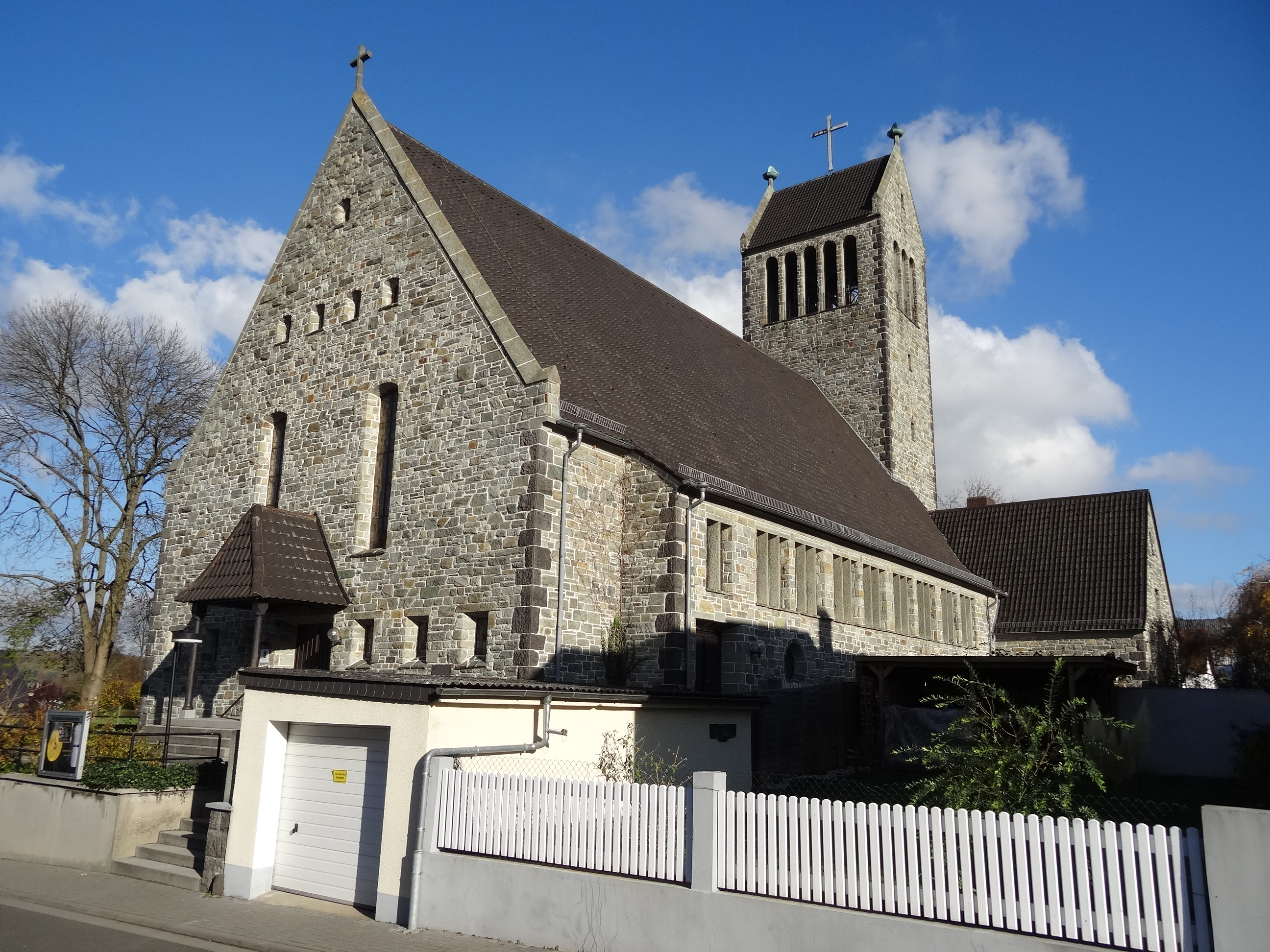
Kirche von Südwesten

Die Christuskirche in Watzenborn-Steinberg, einem Ortsteil von Pohlheim im Landkreis Gießen (Hessen), wurde in den Jahren 1953 bis 1955 als Nachfolgebau der Alten Kirche errichtet. Sie ist hessisches Kulturdenkmal.

## Geschichte
Die Geschichte der Kirche in Watzenborn-Steinberg lässt sich bis in die romanische Zeit zurückverfolgen, als etwas weiter nördlich eine erste Steinkirche errichtet wurde. Bis etwa 1532 war Watzenborn Filial von Kloster Schiffenberg, anschließend von Hausen (Pohlheim) und seit 1561 wieder von Schiffenberg. Im Zuge der Reformation wechselte die Kirchengemeinde im Jahr 1561 zum evangelischen Bekenntnis. In diesem Zuge wurde Watzenborn mit Steinberg und Garbenteich nach Steinbach eingepfarrt. Nachdem die Kuratkapelle in vorreformatorischer Zeit nur der Seelsorge durch die Schiffenberger Mönche gedient hatte, wurden auf Druck der Gemeinde ab 1584 Gottesdienste erlaubt. Watzenborn wurde 1607 zur eigenständigen Pfarrei erhoben und erhielt Steinberg und Garbenteich als Filialen. Von 1607 bis 1624 wirkte hier als erster protestantischer Pfarrer Nikolaus Clemens von Kassel.
Am Ende des 19. Jahrhunderts war die Kirche zu klein geworden. Pläne zur Erweiterung oder zum Abriss entstanden ab 1922, die aufgrund der Inflation, des Dritten Reiches und des Zweiten Weltkriegs nicht zur Ausführung kamen, nach dem Krieg aber wieder laut wurden. Einer Einladung des Kirchenvorstands und der Gemeindevertretung zu einer Bürgerversammlung folgten am 26. August 1952 etwa 700 Personen. Pfarrer Wilhelm Gontrum begründete den Kirchenneubau damit, dass die Alte Kirche zu klein und den Erfordernissen nicht mehr gewachsen sei. Seine Vorschläge wurden einstimmig angenommen, der Neubau beschlossen und ein Finanz- und ein Bauausschuss eingesetzt. Daraufhin errichtete die Kirchengemeinde von 1953 bis 1955 auf dem Friedhofsgelände die Christuskirche teils durch Spenden und umfangreiche Eigenleistungen. Zeitweise arbeiteten mehr als 100 Männer und Frauen freiwillig auf der Baustelle. Unter der Gesamtleitung von Karl Gruber, dem Kirchenbaumeister der Evangelischen Kirche in Hessen und Nassau, entstand der Bau nach Plänen des Butzbacher Architekten H. de Vries, der die „Grundsätze für die Gestaltung des gottesdienstlichen Raumes der evangelischen Kirchen“ von 1951 genau umsetzte. Mit den Erdarbeiten wurde 1953 begonnen, am 9. Mai 1954 der Grundstein gelegt. Das Richtfest war am 4. Dezember 1954, die Einweihung erfolgte am 24. Juli 1955. Die Kosten für den Rohbau betrugen 200.000 DM, die durch die Spenden sofort beglichen werden konnten. Die Alte Kirche wurde Ende 1955 für 30.000 DM an die katholische Gemeinde verkauft, die durch den Zuzug von Heimatvertriebenen stark angewachsen war.
Im Jahr 1980 wurde die Kirche renoviert, eine Heißluftheizung installiert, das Altarfresko restauriert, im Turm ein Kinderraum eingerichtet, der Innenraum gestrichen und das Hauptportal saniert. Die Holztonne des Kirchenschiffs war 2003 vom Hausbock befallen und wurde durch helle Akustikplatten vollständig ersetzt. Im Jahr 2005 wurde die Außentreppe instand gesetzt.

## Architektur

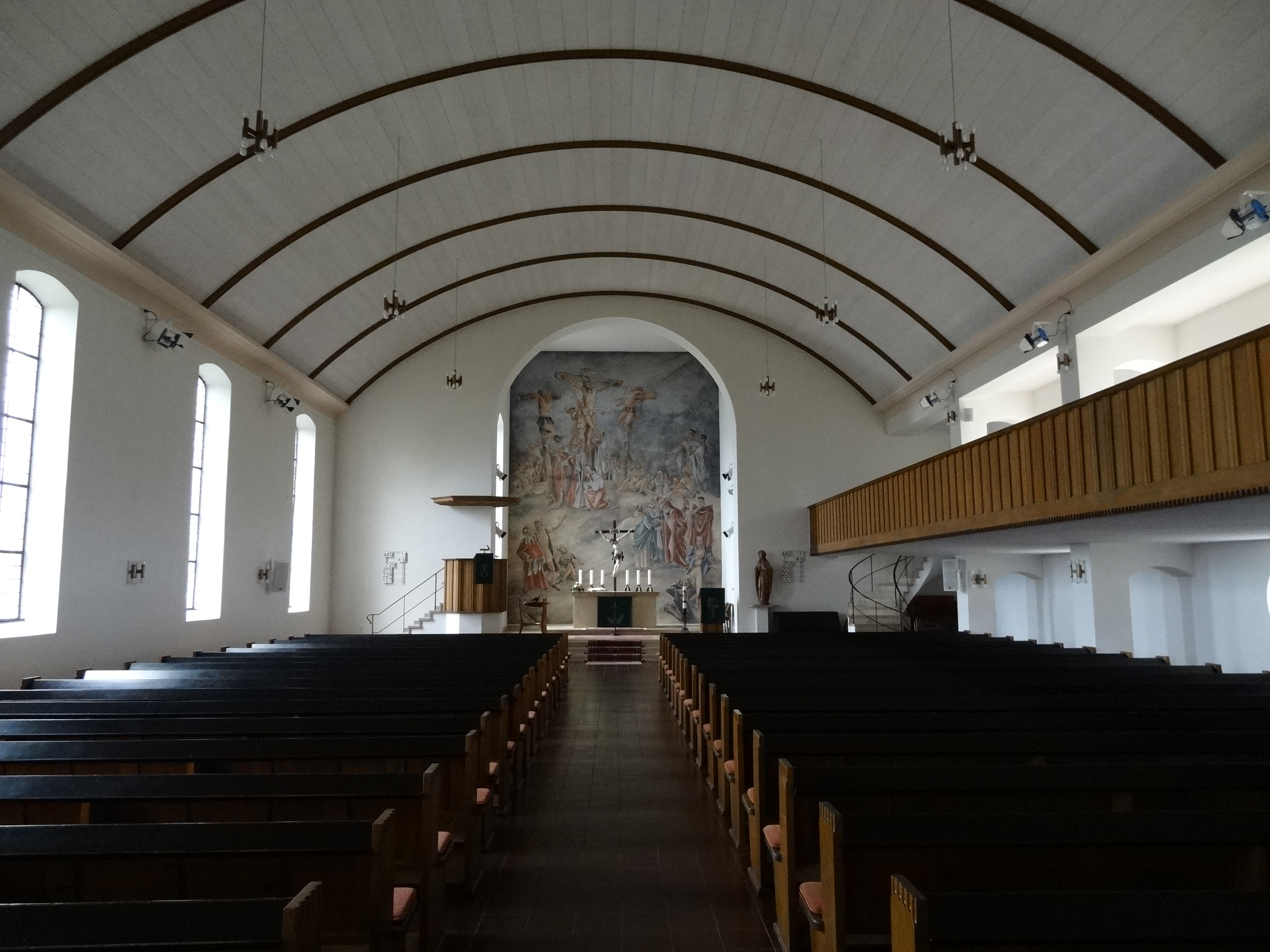
Innenraum mit Blick nach Osten

Die geostete, einschiffige Saalkirche ist am westlichen Ortsrand am Rande eines Friedhofs errichtet. An das breite Schiff schließt sich an der Ostseite ein schlanker Kirchturm an. An der Südseite des Turms ist eine Sakristei vorgebaut. Der Bau aus Naturstein weist an den Kanten Lungsteinquaderung auf.
Das Schiff hat ein hohes Satteldach. Es wird an der Nordseite durch sechs schmale Flachbogenfenster belichtet. An der Südseite sind in der unteren Ebene Rundfenster und in der oberen Ebene dreifache Schlitzfenster angebracht. Der Haupteingang an der westlichen Giebelseite ist mit einem Vordach versehen und über einen Treppenvorbau zugänglich. Das rechteckige Portal wird zu beiden Seiten von je drei kleinen Rechteckfenstern flankiert. Darüber sind zwei hohe, schmale Flachbogenfenster eingelassen und im Giebeldreieck fünf kleine Rechteckfenster. Die Giebelspitze wird von einem Steinkreuz bekrönt. Das Schiff ist nicht symmetrisch, sondern etwas an der Südseite vorgezogen.
Der ungegliederte, querrechteckige Turm fungiert im unteren Geschoss als Altarraum, der gegenüber dem Schiff eingezogen ist und an der Nordseite durch ein Flachbogenfenster und darüber ein Rundfenster belichtet wird. Die Glockenstube hat an der Nord- und Südseite je drei schmale, rundbogige Schallarkaden, an der Ost- und Westseite je fünf Schallarkaden. Das Satteldach des Turms wird an den Giebelspitzen von zwei Schalen mit stilisierten Feuerflammen und in der Mitte von einem vergoldeten Kreuz bekrönt, dessen Höhe 35,5 Meter erreicht. Die Rauchopferschalen symbolisieren nach Offb 5,8  die Gebete der Heiligen, die Flammen verweisen nach Joh 3,8  auf das Wehen des Heiligen Geistes und auf das Pfingstereignis.

## Ausstattung

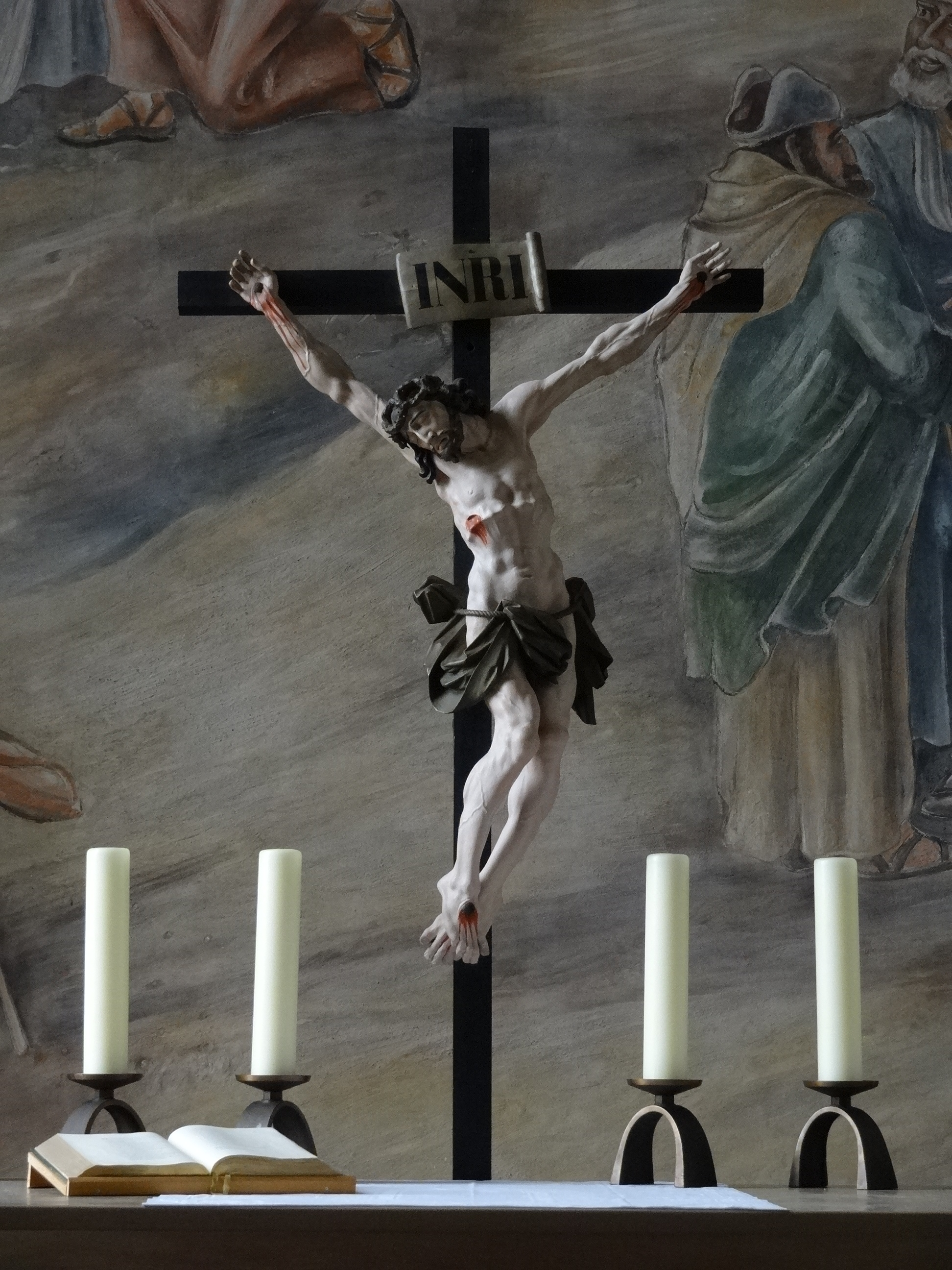
Kruzifix von 1847

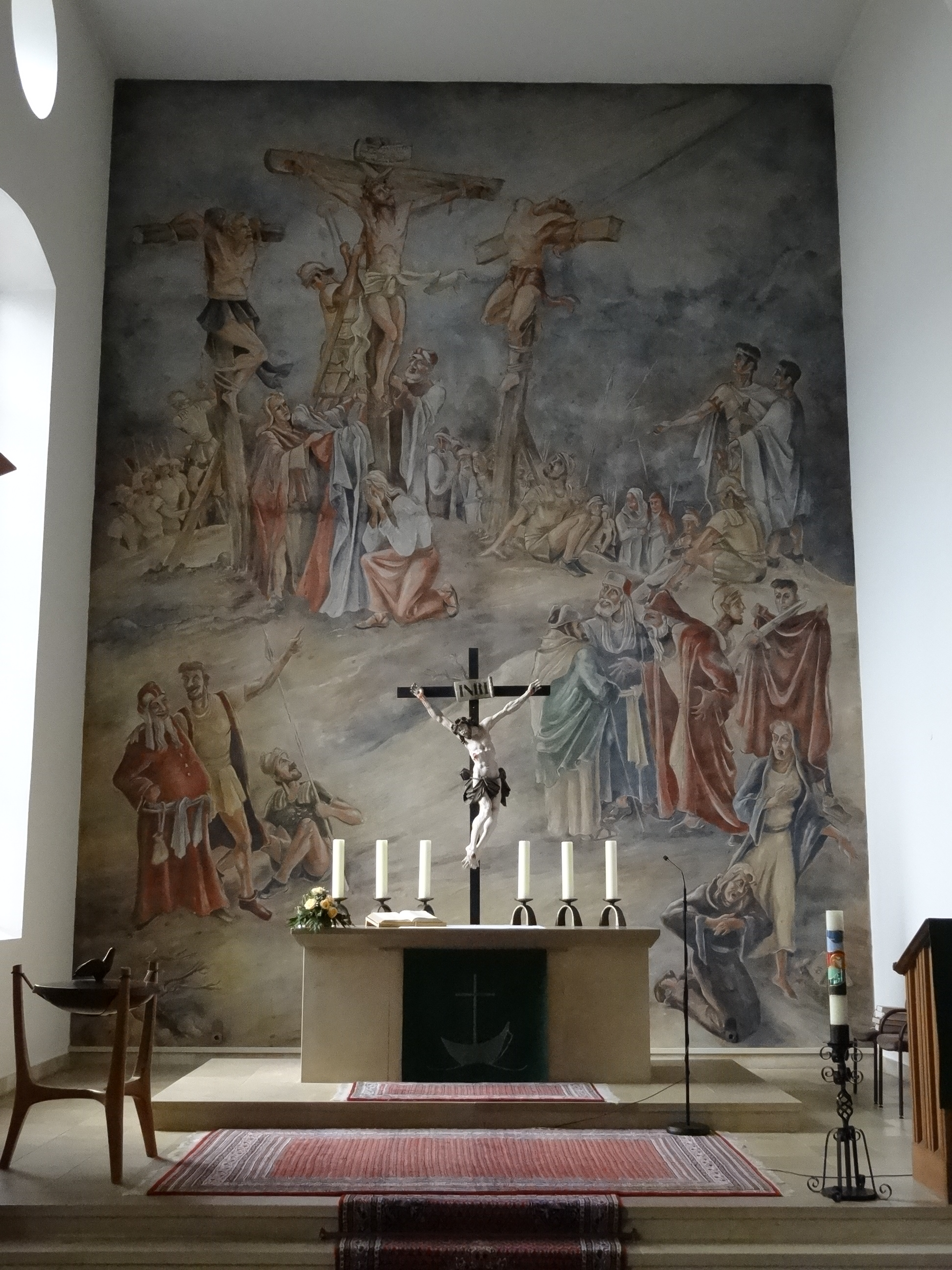
Altarbereich

Der Innenraum wird von einer flachen Tonne aus Akustikplatten abgeschlossen. An der Südwand ist eine Empore eingebaut, die Westempore dient als Aufstellungsort für die Orgel.
An der Ostseite gewährt ein großer rundbogiger Triumphbogen den Zugang zum Altarbereich im unteren Turmgeschoss. Der Altarbereich ist gegenüber dem Schiff um drei Stufen erhöht. Die schlichte, weiße Altarmensa wird von einer Marmorplatte bedeckt, auf der sechs Kerzenständer stehen und die Altarbibel liegt. Die östliche Altarwand ist ganz mit dem monumentalen Fresko, einer figurenreichen Golgota-Szene, des Künstlers Fritz Bartsch-Hofer bemalt, das 56 m2 einnimmt. Die Menschengruppen mit ihren unterschiedlichen Reaktionen stehen für verschiedene typische Reaktionen auf das Kreuzesereignis. Aus der Alten Kirche wurde das Kruzifix des Dreinageltypus übernommen, dessen Korpus stark gebogen ist. Es wurde im Jahr 1847 von der Stadt Staufenberg, wo Pfarrer Welcker zuvor als Seelsorger wirkte, der Alten Kirche gespendet.
Die polygonale Holzkanzel mit Schalldeckel an der linken Seite des Rundbogens ruht auf einem aufgemauerten Sockel. An der rechten Seite des Bogens steht ein Lesepult. Die Taufschale wird von einem schlichten hölzernen Dreifuß-Gestell gehalten. Rechts vom Triumphbogen steht erhöht auf einer Konsole eine holzartig lasierte Christusfigur mit Heiligenschein, die die rechte Hand zum Segensgruß erhebt. Das schlichte hölzerne Gestühl ist in zwei Reihen aufgestellt und lässt einen Mittelgang frei.

## Orgel

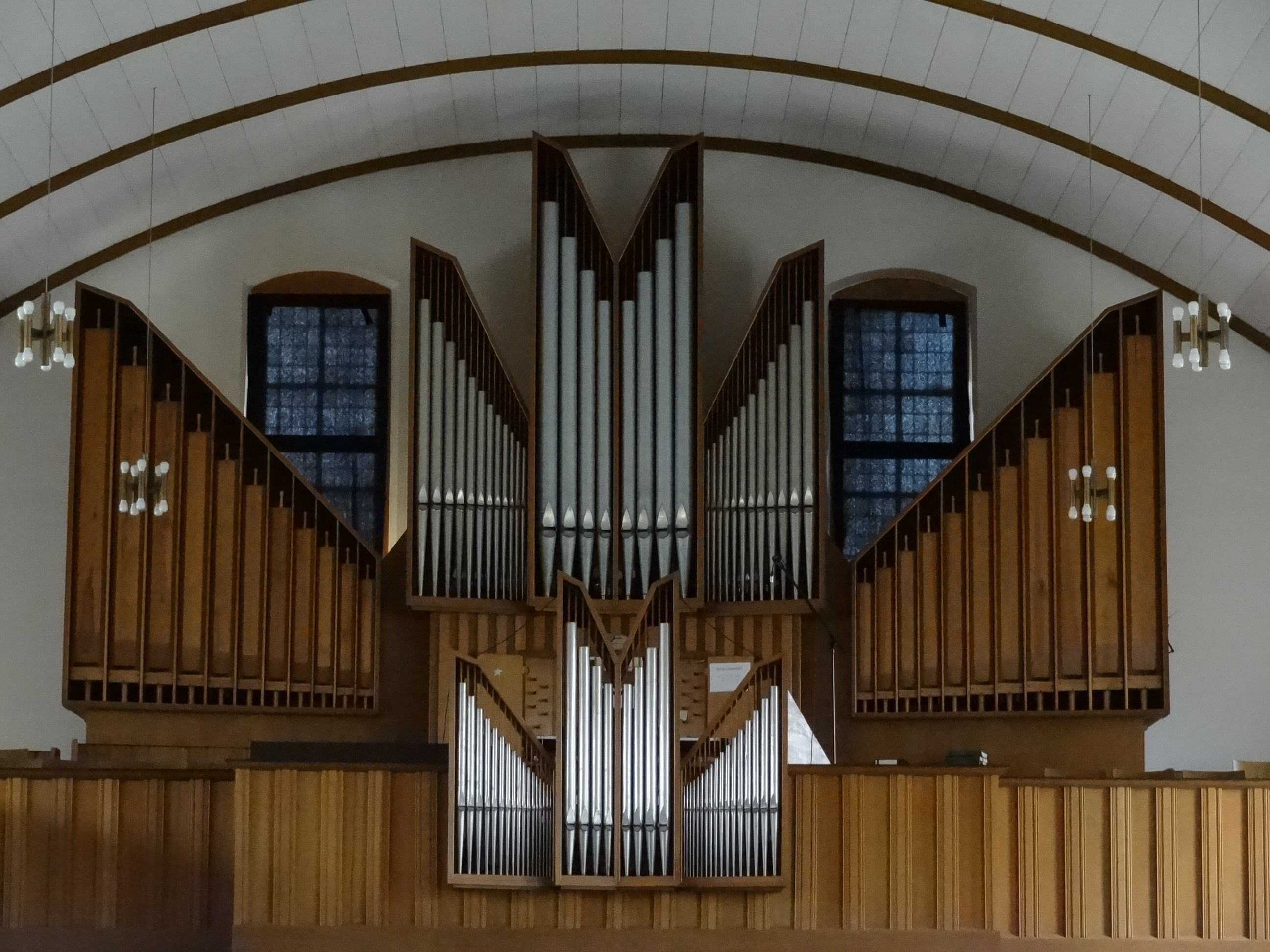
Orgel von 1960 auf der Westempore

Die zweimanualige Orgel wurde für 32.110 DM von der Licher Firma Förster & Nicolaus gebaut und am 4. Dezember 1960 eingeweiht. Der Prospekt wurde im Stil des Strukturalismus mit nach vorne offenen Kästen konzipiert. Die Pfeifenfelder in Form rechtwinkliger Trapeze steigen an der Oberseite nach außen hoch. Dem Hauptwerk sind die vier flachen Pfeifenfelder über dem Spieltisch zugeordnet, die in verkleinerter Form im Rückpositiv in der Brüstung ihre Entsprechung finden. Die seitlich flankierenden Felder für das Pedalwerk sind mit hölzernen Pfeifen ausgefüllt. Die Orgel verfügte ursprünglich über 18 Register auf mechanischen Schleifladen. Im Zuge einer klanglichen Überholung im Jahr 2024 durch die Erbauerfirma erfolgte ein Registertausch und eine Erweiterung auf 20 Register mit insgesamt 1326 Pfeifen. Das Instrument hat folgende klassische Disposition:
| I Hauptwerk C–g3 |       |            |
| Prinzipal        | 8′    |            |
| Gemshorn         | 8′    |            |
| Rohrflöte        | 8′    |            |
| Oktave           | 4′    |            |
| Gedecktflöte     | 4′    |            |
| Nasard           | 2 ⁄3′ |            |
| Superoktave      | 2′    | (Vorabzug) |
| Mixtur IV        | 2′    |            |
| Trompete         | 8′    |            |
| Tremulant        |       |            |

| II Rückpositiv C–g3 |       |            |
| Gedackt             | 8′    |            |
| Prinzipal           | 4′    |            |
| Rohrflöte           | 4′    |            |
| Spitzflöte          | 2′    |            |
| Oktave              | 1′    | (Vorabzug) |
| Sesquialtera II     | 2 ⁄3′ |            |
| Scharff III         | 1′    |            |
| Krummhorn           | 8′    |            |
| Tremulant           |       |            |

| Pedal C–f1 |     |
| Untersatz  | 16′ |
| Oktavbaß   | 8′  |
| Gedacktbaß | 4′  |
| Choralbaß  | 4′  |
| Fagott     | 16′ |

- Koppeln: II/I, I/P, II/P

## Glocken
Der Glockenturm beherbergt fünf Glocken im Wachet auf-Motiv. Die große „Gedächtnisglocke“ ist allen Gefallenen und Kriegsvermissten geweiht. Die vier großen Glocken wurden 1955 von Karl Czudnochowsky in Erding gegossen, die kleine Glocke von 1791 (68 cm Durchmesser), deren Inschrift kaum noch lesbar ist, wurde aus der Alten Kirche übernommen.
| Nr. | Gussjahr | Gießer, Gussort            | Schlagton | Inschrift                                                |
| 1   | 1955     | Karl Czudnochowsky, Erding | d1        | „Heiligkeit“                                             |
| 2   | 1955     | Karl Czudnochowsky, Erding | fis1      | „Liebe“                                                  |
| 3   | 1955     | Karl Czudnochowsky, Erding | a1        | „Gerechtigkeit“                                          |
| 4   | 1955     | Karl Czudnochowsky, Erding | h1        | „Glaube“                                                 |
| 5   | 1791     |                            | d2        | „[Wahrheit] GOS MICH IN GIESEN FRIEDRICH OTTO ANNO 1791“ |